# Manfred Burgsmüller
Manfred (Manni) Burgsmüller (Essen, 22 december 1949 – aldaar, 18 mei 2019) was een Duits voetballer die als aanvaller speelde. Nadien was hij actief in het American football.

## Clubcarrière
Burgsmüller was een veelscorende spits die tussen 1967 en 1990 uitkwam voor Rot-Weiss Essen, Bayer 05 Uerdingen, Borussia Dortmund, 1. FC Nürnberg, Rot-Weiß Oberhausen en Werder Bremen. Met Werder Bremen werd hij in 1988 landskampioen en won hij de DFB-Supercup (1988) en de DFB-Hallenpokal (1989). Alhoewel Burgsmüller met 213 doelpunten op plaats vier staat van de topscorers in de Bundesliga aller tijden, werd hij nooit topscorer in een seizoen. In 1985 werd hij met 29 doelpunten namens Rot-Weiß Oberhausen wel topscorer van de 2. Bundesliga en in 1973 en 1974 was hij topscorer van de Regionalliga West. Met 135 doelpunten is hij recordhouder qua Bundesliga doelpunten namens Borussia Dortmund.

## Interlandcarrière
Tussen november 1977 en februari 1978 kwam Burgsmüller driemaal uit voor het West-Duits voetbalelftal. Hij werd door bondscoach Helmut Schön niet geselecteerd voor het wereldkampioenschap voetbal 1978.

## American football
Van 1996 tot 2002 was Burgsmüller als kicker actief in het American football. Hij speelde voor Rhein Fire in de NFL Europe, won met zijn club in 1998 en 2000 de World Bowl en was in 1997 en 2002 finalist.